# Dacian Cioloș
Dacian Julien Cioloș (n. 27 iulie 1969, Zalău, Sălaj, România) este un politician și inginer horticultor român, fost cel de-al 64-lea prim-ministru al României, fost Comisar European pentru Agricultură și Dezvoltare Rurală, fost lider al grupului Renew Europe din Parlamentul European și fost președinte al USR.

## Origine și studii
Dacian Cioloș s-a născut pe 27 iulie 1969 în Zalău, municipiu din județul Sălaj, în Republica Socialistă România. O parte a copilăriei a petrecut-o la Pericei, comuna din care este originară mama sa. După absolvirea în 1987 a studiilor medii la Liceul Agricol din Șimleu Silvaniei, a urmat cursurile Facultății de Horticultură din cadrul Universității de Științe Agricole și Medicină Veterinară din Cluj (1989–1994), obținând diploma de inginer horticultor.
A urmat apoi studii de agronomie aprofundată, specializarea „Sisteme de producție și dezvoltare rurală” la École nationale supérieure agronomique din Rennes (1995–1996), beneficiind de o bursă guvernamentală franceză și un master științific în „Economia dezvoltării agricole, agroalimentare și rurale” la École nationale supérieure agronomique și Université Montpellier-I (1996–1997). Din 2000 este doctorand în economia dezvoltării agricole, agroalimentare și rurale la Institutul Național de Cercetări Agronomice din cadrul École nationale supérieure agronomique din Montpellier.
În perioada studenției a fost reprezentant al studenților în senatul Universității de Științe Agricole și Medicină Veterinară și în consiliul de administrație al Facultății de Horticultură din Cluj-Napoca (1990–1995), coordonator al programului de stagii pentru studenții USAMV Cluj-Napoca în ferme agricole din Franța (1992–1995) și inițiator și membru fondator al asociației profesionale AGROECOLOGIA (1995). În anul 2000 a devenit membru al Grupului din Bruges, grup european independent de analize și propuneri privind politica agricolă comună a Uniunii Europene.
A urmat stagii practice totalizând 13 luni în ferme de agricultură ecologică sub egida Federației Regionale a Agricultorilor Ecologici din Bretania (1991–1996), studiind administrarea fermelor agricole familiale, principiile agriculturii durabile și organizarea interprofesională a agriculturii ecologice în Franța. A activat la Centrul Internațional de Cooperare pentru Dezvoltare Agricolă din Paris-Montreuil (august–septembrie 1995), ocupându-se de pregătirea unui proiect de cooperare descentralizată Savoia–Argeș pentru dezvoltare rurală. A activat în calitate de inginer stagiar la Camera Județeană de Agricultură Aveyron (februarie–septembrie 1997), ocupându-se cu elaborarea lucrării de diplomă DAA „Analiza și evaluarea experienței de dezvoltare agricolă și rurală în Nord-Aveyron”.

## Activitate profesională
După absolvirea masteratului, Dacian Cioloș a lucrat ca agro-economist stagiar la Comisia Europeană de la Bruxelles, în cadrul Diviziei de Dezvoltare Rurală a Direcției Generale de Agricultură (martie–iulie 1997, aprilie 1999), ocupându-se cu pregătirea programului SAPARD. În perioada martie 1998–octombrie 1999 a fost directorul Programului de dezvoltare rurală locală în județul Argeș, în cadrul cooperării descentralizare dintre Consiliul General Savoia și Consiliul Județean Argeș. Între noiembrie 1999 și decembrie 2001 a fost coordonator al programelor de cooperare franco-române în dezvoltare agricolă și rurală la Centrul Internațional de Cooperare pentru Dezvoltare Agricolă în cooperare cu Asociația Națională de Dezvoltare Agricolă.
Între anii 2002 și 2003 a lucrat la Comisia Europeană, Delegația CE în România, ca manager în domeniul agriculturii și dezvoltării rurale, SAPARD.

## Carieră politică
Cioloș a fost membru, în timpul studenției, al asociației Junimea Vatra Românească, fondata în 1991, înaintea absorbirii acesteia de catre Uniunea Vatra Românească. Acolo a ocupat funcția de președinte al comisiei de cenzori. În mai 1993, a fost avansat vicepreședinte al organizației de tineret, Asociația Junimea Vatra Românească.
În perioada studenției a făcut parte din asociația Junimea Vatra Românească, organizația de tineret a Uniunii Vatra Românească, însă a participat, conform afirmațiilor sale, doar la activități culturale, ce nu aveau legătură cu naționalismul extremist manifestat de organizația principală, asociată PUNR.
În ianuarie 2005 a devenit consilier al ministrului Agriculturii, Pădurilor și Dezvoltării Rurale și reprezentant în Comitetul Special Agricol la Consiliul European. Deși nu făcea parte din niciun partid politic, în perioada mai–octombrie 2007 a fost subsecretar de stat pentru Afaceri Europene.

### Ministru al agriculturii
În octombrie 2007, Dacian Cioloș a fost propus de premierul Călin Popescu-Tăriceanu pentru ocuparea funcției de ministru al Agriculturii în locul lui Decebal Traian Remeș care a demisionat în urma unor acuzații de trafic de influență. Liberalii au luat în calcul înlocuirea lui Remeș cu Dan Radu Rușanu, Ilie Bolojan sau Dacian Cioloș. Acesta din urmă, deși nu era membru PNL, a fost preferat în cele din urmă datorită experienței sale în domeniu și în relațiile cu organismele UE. În timpul mandatului său de ministru al agriculturii, în numele statului, a constituit Ministerul Agriculturii ca parte civilă în dosarul privatizării Institutului de Cercetări Alimentare. Cioloș a deținut acest portofoliu până la demisia cabinetului după alegerile parlamentare din noiembrie 2008.

### Comisar european

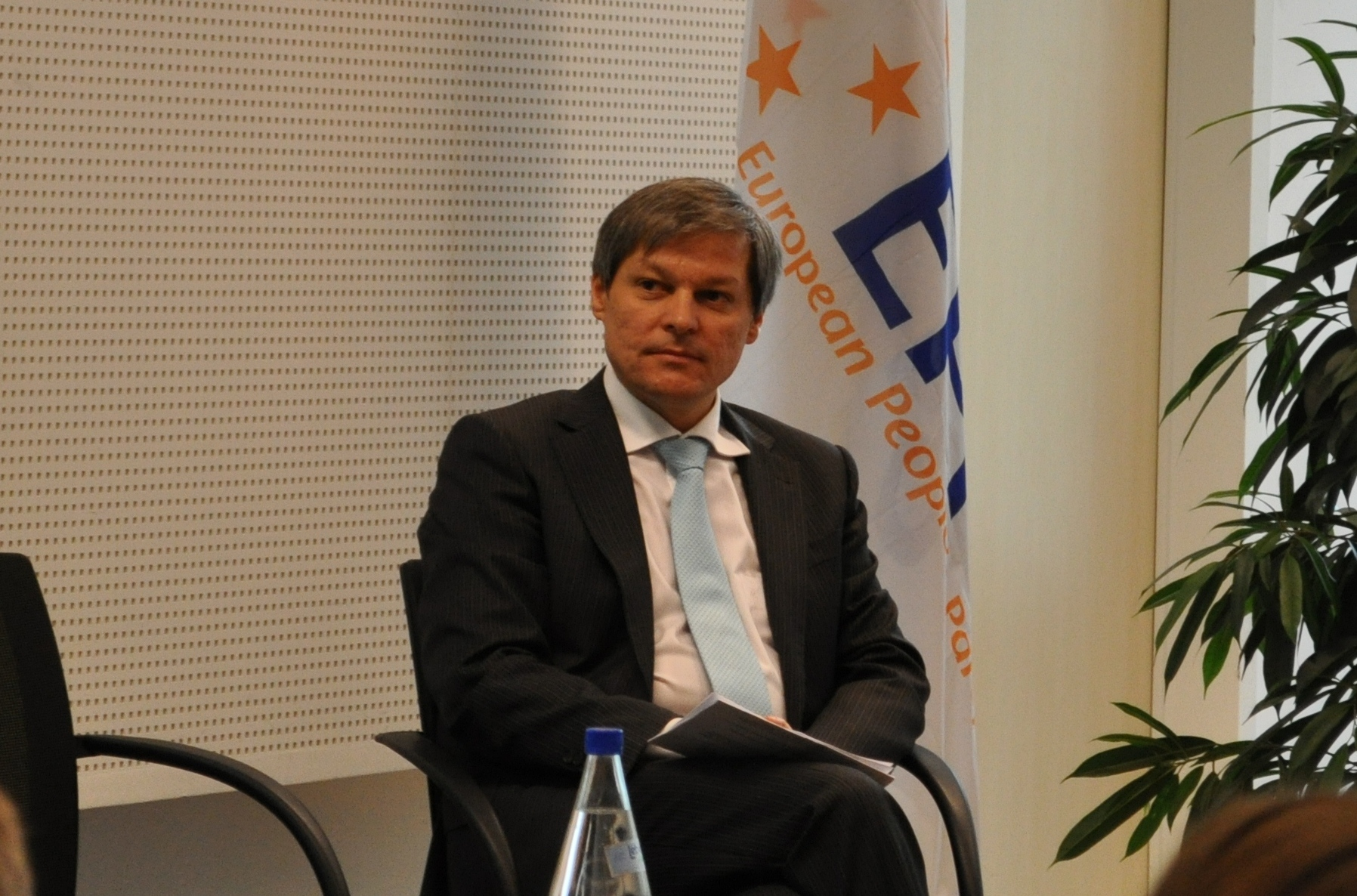
Dacian Cioloș pe 28 septembrie 2010 în calitate de comisar european pentru Agricultură

În octombrie 2009, guvernul Boc, în speranța de a-și asigura portofoliul Agriculturii în a doua Comisie Barroso, l-a nominalizat pe Dacian Cioloș pentru funcția de comisar european din partea României. Propunerea a fost criticată de liberalii și social-democrații din opoziție, care au considerat-o drept o manevră de ultim moment a unui guvern aflat în pragul prăbușirii, dar și de Partidul Socialiștilor Europeni care a considerat că această poziție ar fi trebuit să meargă la un social-democrat. Într-adevăr, guvernul Boc a căzut la o zi după nominalizarea lui Cioloș, când a pierdut o moțiune de cenzură. Deși nominalizarea sa a fost susținută de președintele Traian Băsescu, Cioloș a menținut o autonomie față de acesta și s-a bucurat de o reputație bună în rândul parlamentarilor.
La sfârșitul lunii noiembrie, președintele Comisiei Europene, José Manuel Barroso, l-a nominalizat pentru postul de comisar pe Agricultură. Barroso a apreciat că Dacian Cioloș a fost „cel mai competent nume” de pe lista candidaților pentru acest portofoliu. De asemenea, Barroso a lăudat „viziunea modernă” a acestuia asupra agriculturii și dezvoltării rurale. Revista britanică Farmers Weekly a considerat numirea „o alegere controversată”, invocând gestionarea defectuoasă de către România a fondurilor europene, dar a recunoscut „experiența agricolă amplă” a acestuia. Sindicatul Național al Fermierilor din Anglia și Țara Galilor și Sindicatul Național al Fermierilor din Scoția au salutat numirea lui Cioloș. Ministrul italian al Agriculturii Luca Zaia și președintele francez Nicolas Sarkozy l-au felicitat, de asemenea, pe Dacian Cioloș. Agenția germană de știri Deutsche Presse-Agentur și ziarul britanic The Independent au criticat nominalizarea lui Cioloș din cauza chestiunii fondurilor europene, în timp ce cotidianul francez Ouest-France a apreciat că motivul indignării britanicilor a fost percepția că Cioloș ar fi de fapt un al doilea comisar francez, date fiind legăturile sale strânse cu această țară.
În ianuarie 2010, Dacian Cioloș a fost audiat în Parlamentul European pentru a se stabili dacă este candidatul potrivit pentru postul de comisar pentru Agricultură. Cioloș a fost votat în unanimitate de către membrii comisiei. Parlamentul European a acordat pe 9 februarie votul de încredere echipei conduse de José Manuel Barroso. Cioloș a stabilit ca obiective pentru mandatul său menținerea unui sector agricol prosper, conservarea mediului și protecția peisajului rural, combaterea încălzirii globale și asigurarea unui nivel de trai echitabil pentru fermieri. Cioloș a promis, de asemenea, să continue adaptarea și restructurarea politicii agricole comune. Chestiunea fondurilor europene reclamată de unele publicații internaționale a fost adusă în discuție de Cioloș la câteva zile de la începerea mandatului. Pe 16 februarie, acesta a cerut României, într-o scrisoare oficială, remedierea deficiențelor din Sistemul Integrat de Administrare și Control prin care se acordă subvențiile europene. Pe 12 octombrie 2011 și-a publicat propunerile de revizuire a politicii agricole europene, în care susține că Uniunea Europeană ar trebui să își dubleze producția agricolă până în 2050.
În iulie 2015, succesorul lui Barroso, Jean-Claude Juncker, l-a desemnat pe Dacian Cioloș în funcția de consilier special privind siguranța alimentară internațională.

### Prim-ministru
Pe 10 noiembrie 2015, Dacian Cioloș a fost desemnat prim-ministru al României de către președintele Klaus Iohannis, la șase zile după demisia premierului Victor Ponta. Cioloș a propus un cabinet tehnocrat format din 21 de membri, o treime dintre aceștia femei. Pe 17 noiembrie, guvernul condus de Dacian Cioloș a fost învestit de către Parlament, după ce a primit susținerea a 389 de deputați și senatori, cu 115 voturi mai multe decât cele necesare. PSD, PNL, UDMR, UNPR și grupul minorităților au anunțat că susțin guvernul, în timp ce ALDE, PMP și PND s-au opus. Președintele PSD, Liviu Dragnea, a negociat susținerea Guvernului Cioloș în schimbul desemnării lui Vasile Dîncu în funcțiile de vicepremier și ministru al Dezvoltării.
Pe fondul crizei dezinfectanților diluați, ministrul Sănătății, Patriciu Achimaș-Cadariu, a demisionat pe 9 mai 2016. Premierul Dacian Cioloș a asigurat interimatul acestei funcții până la numirea succesorului acestuia, Vlad Voiculescu, pe 20 mai.
În octombrie 2016, în preajma alegerilor parlamentare, Dacian Cioloș a lansat Platforma România 100, o platformă de principii, valori și proiecte pentru dezvoltarea României, pe care a propus-o spre dezbatere partidelor aflate în campanie. Concomitent, Cioloș a confirmat că nu va candida la alegeri. Principalele două partide din opoziție, Partidul Național Liberal și Uniunea Salvați România, și-au anunțat susținerea pentru Platforma România 100. La rândul său, Dacian Cioloș a recomandat electoratului să voteze PNL sau USR.

### Partidul Libertate, Unitate și Solidaritate

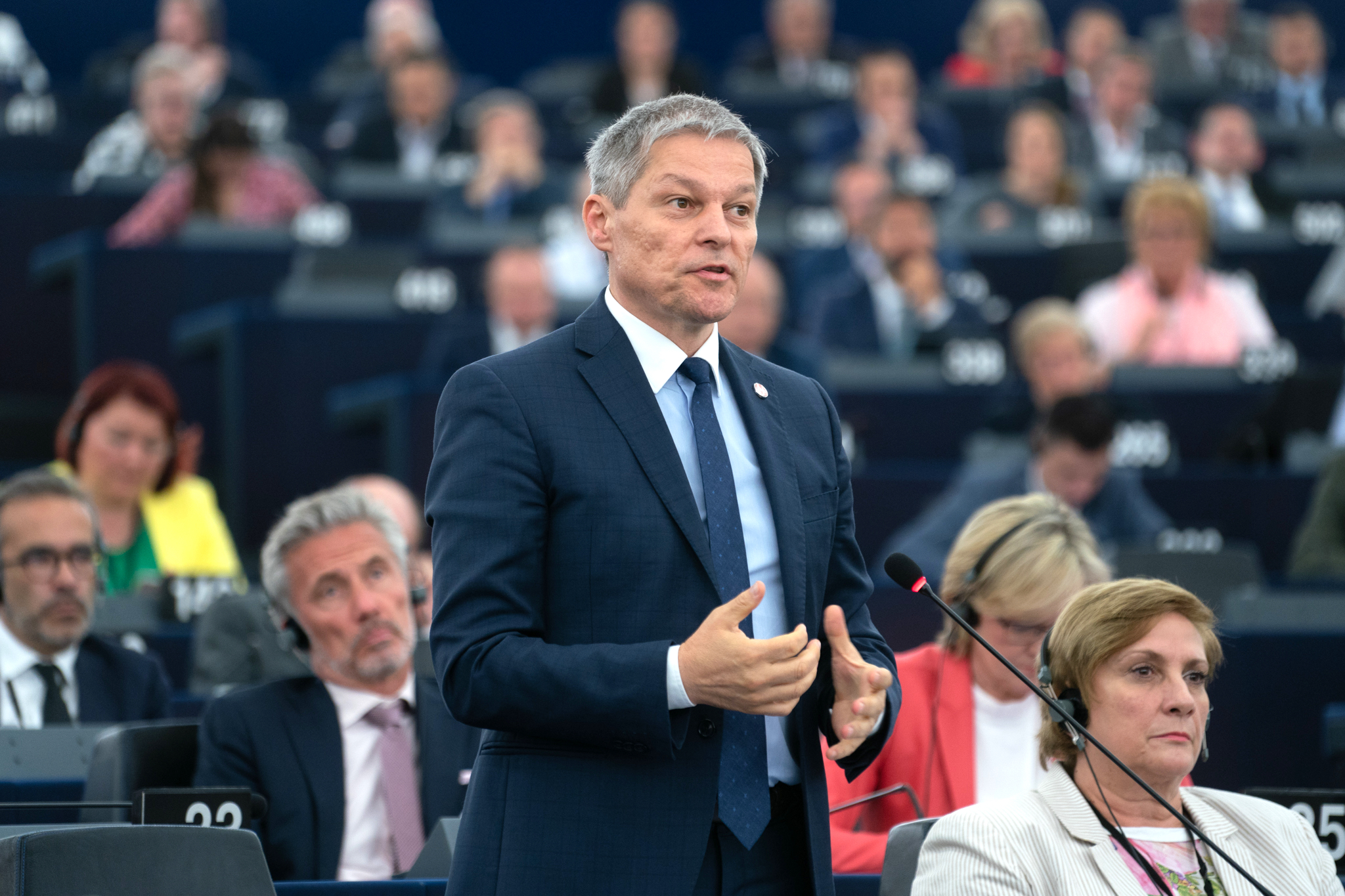
Cioloș în Parlamentul European, 3 iulie 2019

În decembrie 2017, Dacian Cioloș a anunțat că din Platforma România 100 se va desprinde un partid politic. Trei luni mai târziu, Cioloș a pus bazele Mișcării România Împreună. Întrucât înființarea acestei formațiuni a fost tergiversată în instanță, Dacian Cioloș a abandonat proiectul, iar pe 15 decembrie 2018 a prezentat, la Cluj-Napoca, un nou partid politic – Partidul Libertate, Unitate și Solidaritate – înscris deja în Registrul partidelor politice.
Pe 26 ianuarie 2019, la prima convenție națională a PLUS, Cioloș a fost ales președinte al partidului cu 99,17% din voturi. Începând cu 2 februarie 2019, Dacian Cioloș este copreședinte al Alianței 2020 USR-PLUS alături de președintele USR, Dan Barna, alianța fiind constituită în ședința Comitetului Politic al USR, care a decis să participe pe o listă comună la alegerile europarlamentare din 26 mai. La aceeași dată, reprezentanții partidelor USR și PLUS au anunțat lista comună de candidați, Dacian Cioloș ocupând prima poziție. Alianța a primit 22,36% din voturi și, astfel, Cioloș a obținut un mandat de eurodeputat. În lunile dinaintea scrutinului, Cioloș a avut mai multe discuții cu conducerile partidelor En Marche! din Franța și Ciudadanos din Spania pentru constituirea unui nou grup politic, de centru, în Parlamentul European. În iunie 2019, acesta a fost ales liderul grupului Renew Europe, al treilea grup ca mărime din Parlament, cu 65 de voturi „pentru” și 41 de voturi „împotrivă”.
În 1 octombrie a fost ales președinte al USR PLUS cu 50.9% în urma turului II. În primul tur a obținut 46.0%.

## Premii și distincții
Pe 27 noiembrie 2014, Dacian Cioloș s-a numărat printre cei care au primit distincția „Personalitatea anului pentru o Românie europeană”, acordată de către Fundația Eurolink–Casa Europei, parte integrantă a Federației Internaționale a Caselor Europei. În octombrie 2015 i-a fost acordat titlul de Professor Honoris Causa al Universității de Științe Agricole și Medicină Veterinară din Cluj-Napoca.

## Controverse
În anul 2015, Dacian Cioloș a fost audiat ca martor la sediul Parchetului General într-un dosar penal cu privire la modalitatea în care Ministerul Agriculturii, pe care îl conducea în anul 2008, s-a constituit parte civilă în dosarul privatizării Institutului de Cercetări Alimentare, fiind acuzat de abuz în serviciu. Ulterior, acest dosar a fost clasat.

## Viață personală
În 2000, Dacian Cioloș s-a căsătorit cu Valérie Villemin, o expertă în agricultură pe care a cunoscut-o în timpul studiilor în Franța. Cununia a avut loc în Pericei. Cuplul nu are copii. Cioloș are un frate mai mic, Sorin. Tatăl său a insistat asupra primului prenume, Dacian, în timp ce al doilea prenume, de origine franceză, vine de la Julien Sorel, protagonistul romanului Roșu și negru, o carte pe care mama sa a citit-o în timpul sarcinii. Cioloș este creștin-ortodox.